# ヘルドラド
『ヘルドラド』（Helldorado）は、アメリカ合衆国のヘヴィメタル・バンド、W.A.S.P.が1999年に発表した8作目のスタジオ・アルバム。

## 背景
アルバム・タイトルは、悪魔の自動車をイメージした造語で、バンドの中心人物ブラッキー・ローレスによれば、キャデラック・エルドラドのもじりである。ローレスは2001年のインタビューで、本作の作風に関して「楽しいレコードにしたかった」「前の『KILL FUCK DIE』が本当にダークなレコードだったから、コントラストを付けてみたかったんだ」と振り返っている。

## 反響・評価
スウェーデンのアルバム・チャートでは最高49位を記録し、『スティル・ノット・ブラック・イナフ』（1995年）以来4年ぶりにトップ60入りした。ドイツでは1999年5月31日付のアルバム・チャートで59位を記録し、『クリムゾン・アイドル』（1992年）以来7年ぶりに、同国でトップ100入りを果たした。
スティーヴ・ヒューイはオールミュージックにおいて5点満点中2点を付け「彼らの黄金時代である1980年代中期から後期よりも、幾分ヘヴィになったとはいえ、他のバンドと間違えることはあり得ない、相変わらずの音楽性である」と評している。また、『CDジャーナル』のミニ・レビューでは「今作では直球型のR&Rとともに怒涛のW.A.S.P.魂が復活している」と評されている。

## 収録曲
全曲ともブラッキー・ローレス作。
1. ドライヴ・バイ - Drive By - 0:55
2. ヘルドラド - Helldorado - 5:05
3. ドント・クライ（ジャスト・サック） - Don't Cry (Just Suck) - 4:17
4. ダムネイション・エンジェルズ - Damnation Angels - 6:27
5. ダーティー・ボールズ - Dirty Balls - 5:19
6. ハイ・オン・ザ・フレイムズ - High on the Flames - 4:11
7. コカイン・カウボーイズ - Cocaine Cowboys - 3:57
8. キャント・ダイ・トゥナイト - Can't Die Tonight - 4:04
9. サタデイ・ナイト・コックファイト - Saturday Night Cockfight - 3:20
10. ホット・ロッズ・トゥ・ヘル（ヘルドラド・リプライズ） - Hot Rods to Hell (Helldorado Reprise) - 4:15

### 日本盤ボーナス・トラック
1. ドント・クライ（ジャスト・サック）〔カラオケ・ミックス〕 - Don't Cry (Just Suck) (Karaoke Mix) - 4:26
2. ダーティー・ボールズ〔カラオケ・ミックス〕 - Dirty Balls (Karaoke Mix) - 5:35

## 参加ミュージシャン
- ブラッキー・ローレス - リード・ボーカル、ギター
- クリス・ホルムズ - リードギター
- マイク・デューダ - ベース、ボーカル
- ステット・ホーランド - ドラムス